# A sátán kutyája (film, 1937)
A sátán kutyája (Der Hund von Baskerville) 1937-ben bemutatott fekete–fehér német bűnügyi film Carl Lamac rendezésében.  
Magyarországon 1939. február 15-én mutatták be. 

## Cselekménye
A baskerville-i kastélyt évszázados átok sújtja. A legenda szerint a Baskerville-család minden sarjának végzetét egy titokzatos állat, a sátán kutyája okozza. Az idős lord Charles Baskerville-t félelmében szívszélhűdés éri. Megérkezik az elhunyt Párizsban élő unokaöccse, a kastély örököse, lord Henry Baskerville. Még az öreg lord életében a kastélyba került Beryl Vendeleure, a család távoli rokona fogadja.
Dr. Mortimer, a boldogult háziorvosa nem tud belenyugodni öreg barátja elvesztésébe és felkeresi Sherlock Holmest, a világhírű detektívet. A mesterdetektív Baskerville-be küldi segédjét, dr. Watsont, aki a kastélyban mindenkit gyanúsnak talál. Barrymoore, a komornyik éjszaka fényjeleket ad le a láp felé, ahol egy szökött fegyenc rejtőzik. A házból telefonon titokzatos beszélgetéseket folytatnak, és gyanús lesz egy különc lepkegyűjtő is. Közben éjszakánként felhangzik a sátán kutyájának borzalmas vonítása. A fiatal Henry lord a figyelmeztetésekkel nem törődve a kastélyban marad, mert egyre jobban vonzódik Berylhez. Egy éjszaka Beryl segélykiáltásaira lesz figyelmes. Elrohan a hang irányába, de közben a sátán kutyájával kell megbirkóznia és majdnem áldozatául esik, amikor lövés dörren, és a veszedelmes állat elpusztul. Sherlock Holmes, aki titokban Baskerville közelében tartózkodik, leleplezi a sátán kutyája mögött rejtőzködő Stepletont, az igazi gonosztevőt. Menekülése közben Stapletont eléri végzete, a mocsárban leli halálát.

## Szereplők
- Bruno Güttner – Sherlock Holmes
- Fritz Odemar – Dr. Watson
- Peter Voß – Lord Henry Baskerville
- Friedrich Kayßler – Lord Charles Baskerville
- Alice Brandt – Beryl Vendeleure
- Fritz Rasp – Barrymore
- Lili Schönborn-Anspach – Elisa, Mrs. Barrymore
- Erich Ponto – Stapleton
- Ernst Rotmund – Dr. Mortimer
- Gertrud Wolle – Sherlock Holmes háziasszonya
- Paul Rehkopf – fegyenc
- Klaus Pohl – közjegyző
- Ilka Thimm – telefonkezelő
- Ernst Albert Schaach – szállodaigazgató